# Rochecorbon
Rochecorbon is een gemeente in het Franse departement Indre-et-Loire (regio Centre-Val de Loire). De plaats maakt deel uit van het arrondissement Tours. Rochecorbon telde op 1 januari 2022 3.220 inwoners.

## Geografie
De oppervlakte van Rochecorbon bedroeg op 1 januari 2022 16,78 vierkante kilometer; de bevolkingsdichtheid was toen 191,9 inwoners per km².

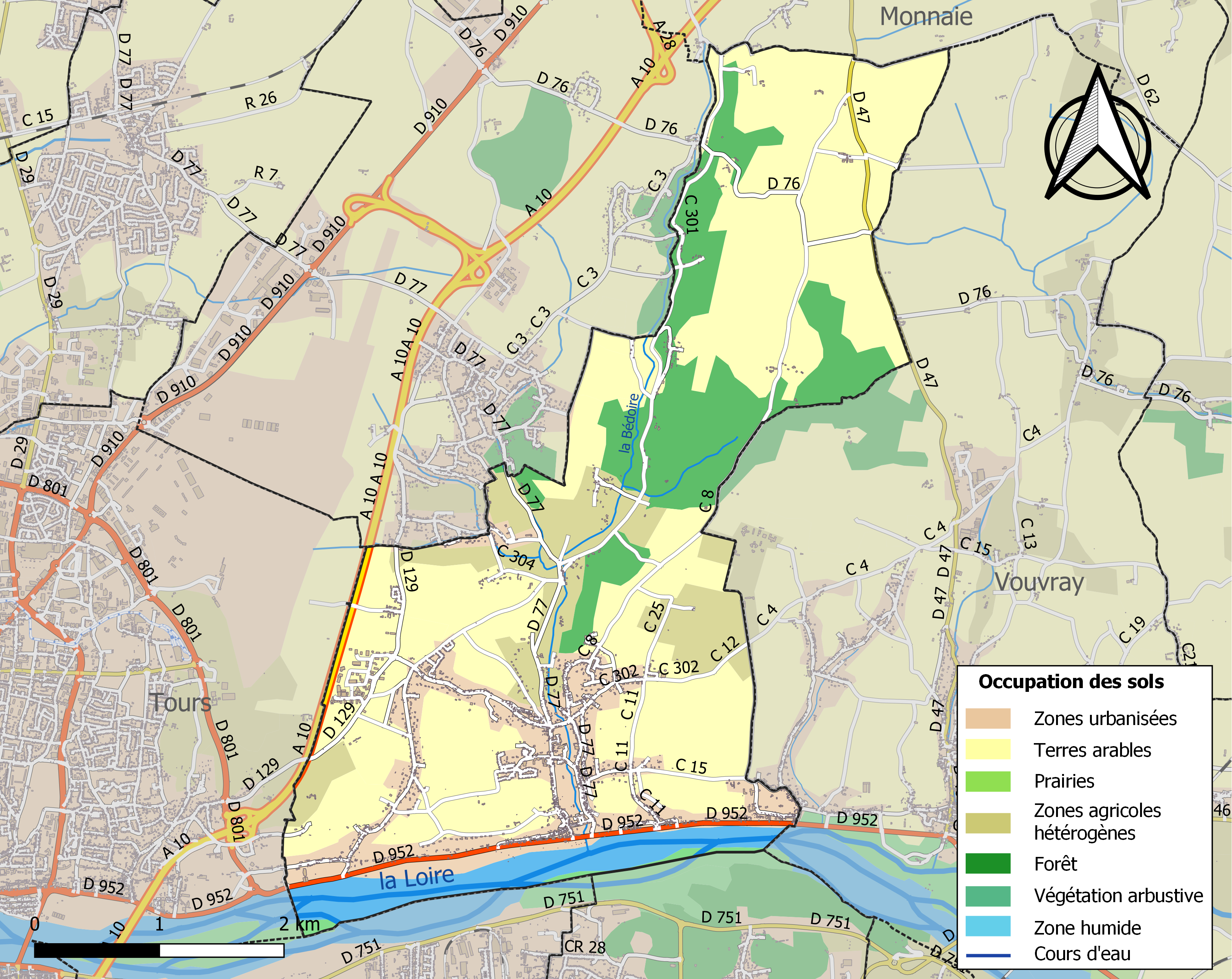
Kaart van de gemeente met belangrijkste infrastructuur, bodemgebruik en omliggende gemeenten

## Demografie
Onderstaande figuur toont het verloop van het inwonertal (bron: INSEE-tellingen).